# Anastasia Carbonari
Anastasia Carbonari (* 11. September 1999 in Ancona) ist eine Radrennfahrerin italienischer Herkunft, die seit 2022 für Lettland startet. In lettischer Schreibweise lautet ihr Name Anastasija Karbonāri, persönlich wie sportlich tritt sie jedoch weiter unter ihrem Geburtsnamen auf.

## Sportlicher Werdegang
Carbonari fing im Alter von sechs Jahren mit dem Radsport an und zeichnete sich zunächst bei regionalen Nachwuchsrennen aus. 2019 hatte sie einen schweren Trainingsunfall, bei dem sie von einem Auto angefahren wurde. 2020 wurde sie ins italienische Kontinentalteam Aromitalia Vaiano aufgenommen und fuhr erstmals internationale Rennen in Europa.
Beim Giro Donne 2021, inzwischen für Born To Win fahrend, erlangte sie durch einen langen Ausreißversuch Aufmerksamkeit und erhielt für das Folgejahr einen Vertrag bei Valcar Travel & Services. In dieser Zeit studierte sie zudem Politikwissenschaft an der Universität Macerata. Im Laufe des Jahres nahm sie die Nationalität ihrer in Riga geborenen Mutter an und startete ab 2022 für Lettland.
Bei ihrer ersten Teilnahme an den baltischen Meisterschaften in Kuldīga wurde sie Zweite hinter der Litauerin Rasa Leleivytė und damit lettische Meisterin im Straßenrennen. Bei der Simac Ladies Tour 2022 endete ihre Saison mit einem Rennunfall. 2023 wurde Valcar zum UAE Development Team. Unter diesen Farben verteidigte Carbonari ihren lettischen Meistertitel, diesmal als Vierte der baltischen Meisterschaften in Alytus. 2024 rückte sie ins WorldTeam von UAE Team ADQ auf und wurde zum dritten Mal lettische Meisterin.
Zu Einsätzen im italienischen Nationalteam kam Carbonari bis 2021 nicht. Seit 2022 vertrat sie Lettland bei Europa- und Weltmeisterschaften. Ihr 39. Platz bei der WM 2023 bedeutete für Lettland die Qualifikation zum olympischen Straßenrennen 2024, das sie auf dem 69. Platz beendete. Auf nationaler Ebene sicherte sie sich zum dritten Mal in Folge den Titel im Straßenrennen.
Nachdem Carbonari 2024 international ohne nennenswerte Ergebnisse geblieben war, verließ sie zur Saison 2025 das UAE Team und wurde Mitglied im italienischen UCI Women’s Continental Team Born to Win BTC City Ljubljana Zhiraf, für das sie schon 2021 gefahren war.

## Erfolge
2022
 Lettische Meisterin – Straßenrennen
2023
Mannschaftszeitfahren Trofeo Ponente in Rosa
 Lettische Meisterin – Straßenrennen
2024
 Lettische Meisterin – Straßenrennen